# Альберт Уедраого
Альберт Уедраого (6 квітня 1969 , Дорі )(фр. Albert Ouédraogo) — прем'єр-міністр Буркіна-Фасо 3 березня 2022 — 21 жовтня 2022. 

## Біографія
Альберт Уедраого виріс у регіоні Сахель на північному сході Буркіна-Фасо.
Здобув освіту у військовій академії фр. Prytanée militaire de Kadiogo, яка підпорядковується Міністерству оборони.
Після закінчення академії вивчав економіку та адміністрування в Університеті Уагадугу.
Через участь у студентському страйку, його тимчасово відрахували з університету.
Має докторську ступінь з управління.

Після закінчення він працював консультантом з управління та викладав бухгалтерський облік в Університеті Уагадугу та в приватних університетах.
Керував кількома проектами щодо розвитку приватного сектору, економічної та фінансової доцільності створення та організації бізнесу, а також розробки стратегічних планів.

3 березня 2022 року підполковник Поль-Анрі Сандаого Даміба, який склав присягу як тимчасовий президент Буркіна-Фасо на 36 місяців після військового перевороту, призначив його виконуючим обов'язки прем'єр-міністра країни.
Вибір Даміби припав на технократа, який до вступу на посаду вважався політично не пов'язаним і маловідомим громадськості.
Альберт Уедраого одружений, має двох дітей.